# Bioparque Los Ocarros
Bioparque Los Ocarros är en park i Colombia. Den ligger i departementet Meta, i den centrala delen av landet, 70 km sydost om huvudstaden Bogotá. Bioparque Los Ocarros ligger 416 meter över havet. Den ligger vid sjön Lago Turistico.
Terrängen runt Bioparque Los Ocarros är varierad. Runt Bioparque Los Ocarros är det ganska tätbefolkat, med 116 invånare per kvadratkilometer. Närmaste större samhälle är Villavicencio, 5,3 km söder om Bioparque Los Ocarros. Omgivningarna runt Bioparque Los Ocarros är huvudsakligen savann.